# Dipartimento di Los Andes
Los Andes è un dipartimento argentino, situato nella parte occidentale della provincia di Salta, con capoluogo San Antonio de los Cobres.
Esso confina a nord con la provincia di Jujuy, a est con i dipartimenti di La Poma, Cachi e Molinos; a sud con la provincia di Catamarca e ad ovest con la repubblica del Cile.
Secondo il censimento del 2010, su un territorio di 25.636 km², la popolazione ammontava a 6.050 abitanti, con un aumento demografico del 7,5% rispetto al censimento del 2001.
Il dipartimento, nel 2001, è suddiviso in 2 comuni (municipios):
- Tolar Grande
- San Antonio de los Cobres